# کیم یانگ چال
کیم یانگ چال (انگلیسی: Kim Young-chul؛ زادهٔ ۳۰ ژوئن ۱۹۷۶) یک بازیکن فوتبال اهل کره جنوبی است.
وی همچنین در تیم‌های ملی فوتبال کره جنوبی کره جنوبی کره جنوبی بازی کرده‌است.